# Krivulja
Krivulja je neprekidna crta, ili točnije rečeno, jednodimenzionalni skup točaka.
Ravninska krivulja je krivulja kojoj su sve točke u jednoj ravnini, npr. kružnica, elipsa, hiperbola, parabola, spirala, kardioida, astroida, cikloida, Gaussova krivulja, Arhimedova spirala.
Prostorna krivulja je krivulja u prostoru, npr. loksodroma.
Temeljno obilježje krivulja je da su one zapravo beskonačno mnogo krivudave. Dakle, ne postoje 3 točke na krivulji kroz koje možemo provući iti jedan pravac. Odnosno, koliko god se približavali manjim vrijednostim (ili većim) grafa krivulje, ona će vječno biti zakrivljena, dok postoje grafovi približnih krivulja, kod kojih kada bismo povećali njezinu sliku, vidjeli bismo da se zapravo sastoji od dijelova pravaca.